# Campeonato Mundial de Atletismo de 2011 - Maratona feminina
A prova da maratona feminina do Campeonato Mundial de Atletismo de 2011 foi disputada em 27 de agosto  no Daegu Stadium, em Daegu.

## Recordes
| Tipo                  | Atleta          | Tempo   | Local     | Data                 | Ref |
| --------------------- | --------------- | ------- | --------- | -------------------- | --- |
|                       | Paula Radcliffe | 2:15:25 | Londres   | 13 de abril de 2003  | ver |
| Recorde do campeonato | Paula Radcliffe | 2:20:57 | Helsinque | 14 de agosto de 2005 | ver |

## Medalhistas
| Ouro                            | Prata                | Bronze                      |
| Edna Ngeringwony Kiplagat (KEN) | Priscah Jeptoo (KEN) | Sharon Jemutai Cherop (KEN) |

## Cronograma
| Data         | Hora  | Evento |
| ------------ | ----- | ------ |
| 27 de agosto | 09:00 | Final  |

O horário é local (UTC +9)

## Resultado

### Final
A final ocorreu ás 09:00
.
| Colocação         | Atleta                       | Nacionalidade        | Tempo           | Notas |
| ----------------- | ---------------------------- | -------------------- | --------------- | ----- |
| Medalha de ouro   | Edna Ngeringwony Kiplagat    | Quênia               | 2 h 28 min 43 s |       |
| Medalha de prata  | Priscah Jeptoo               | Quênia               | 2 h 29 min 00 s |       |
| Medalha de bronze | Sharon Jemutai Cherop        | Quênia               | 2 h 29 min 14 s | SB    |
| 4                 | Bezunesh Bekele              | Etiópia              | 2 h 29 min 21 s |       |
| 5                 | Yukiko Akaba                 | Japão                | 2 h 29 min 35 s |       |
| 6                 | Zhu Xiaolin                  | China                | 2 h 29 min 58 s |       |
| 7                 | Isabellah Andersson          | Suécia               | 2 h 30 min 13 s |       |
| 8                 | Wang Jiali                   | China                | 2 h 30 min 25 s |       |
| 9                 | Marisa Barros                | Portugal             | 2 h 30 min 29 s |       |
| 10                | Remi Nakazato                | Japão                | 2 h 30 min 52 s |       |
| 11                | Chen Rong                    | China                | 2 h 31 min 11 s |       |
| 12                | Aberu Kebede                 | Etiópia              | 2 h 31 min 22 s |       |
| 13                | Irene Jerotich Kosgei        | Quênia               | 2 h 31 min 29 s | SB    |
| 14                | Atsede Baysa                 | Etiópia              | 2 h 31 min 37 s |       |
| 15                | Tetyana Gamera-Shmyrko       | Ucrânia              | 2 h 31 min 58 s |       |
| 16                | Jia Chaofeng                 | China                | 2 h 31 min 58 s |       |
| 17                | Tera Moody                   | Estados Unidos       | 2 h 32 min 04 s | SB    |
| 18                | Yoshimi Ozaki                | Japão                | 2 h 32 min 31 s |       |
| 19                | Azusa Nojiri                 | Japão                | 2 h 33 min 42 s |       |
| 20                | Lishan Dula                  | Bahrein              | 2 h 33 min 47 s |       |
| 21                | Olena Burkovska              | Ucrânia              | 2 h 34 min 21 s |       |
| 22                | Mai Ito                      | Japão                | 2 h 35 min 16 s |       |
| 23                | Margarita Plaksina           | Rússia               | 2 h 35 min 39 s |       |
| 24                | Susan Partridge              | Grã-Bretanha         | 2 h 35 min 57 s |       |
| 25                | Diana Lobačevskė             | Lituânia             | 2 h 36 min 05 s | SB    |
| 26                | Wang Xuequin                 | China                | 2 h 36 min 10 s |       |
| 27                | Lisa Stublić                 | Croácia              | 2 h 36 min 41 s |       |
| 28                | Kim Sung-eun                 | Coreia do Sul        | 2 h 37 min 05 s | SB    |
| 29                | Caroline Rotich              | Quênia               | 2 h 37 min 07 s | SB    |
| 30                | Kathy Newberry               | Estados Unidos       | 2 h 37 min 28 s | SB    |
| 31                | René Kalmer                  | África do Sul        | 2 h 38 min 16 s |       |
| 32                | Alisa McKaig                 | Estados Unidos       | 2 h 38 min 23 s | SB    |
| 33                | Tetyana Holovchenko          | Ucrânia              | 2 h 39 min 25 s | SB    |
| 34                | Lee Sook-Jung                | Coreia do Sul        | 2 h 40 min 23 s |       |
| 35                | Chung Yun-Hee                | Coreia do Sul        | 2 h 42 min 28 s |       |
| 36                | Bahar Doğan                  | Turquia              | 2 h 42 min 56 s |       |
| 37                | Annerien van Schalkwyk       | África do Sul        | 2 h 43 min 59 s | SB    |
| 38                | Colleen De Reuck             | Estados Unidos       | 2 h 44 min 35 s | SB    |
| 39                | Luvsanlkhündegiin Otgonbayar | Mongólia             | 2 h 45 min 58 s |       |
| 40                | Zoila Gómez                  | Estados Unidos       | 2 h 46 min 44 s | SB    |
| 41                | Judith Toribio               | Peru                 | 2 h 47 min 21 s |       |
| 42                | Alyson Dixon                 | Grã-Bretanha         | 2 h 50 min 51 s |       |
| 43                | Park Jun-Sook                | Coreia do Sul        | 3 h 03 min 34 s |       |
| 44                | Choi Bo-ra                   | Coreia do Sul        | 3 h 10 min 06 s |       |
| 45                | Moleboheng Mafata            | Lesoto               | 3 h 28 min 30 s | SB    |
| 46                | Shariska Winterdal           | Aruba                | 3 h 49 min 48 s | SB    |
| 99 !              | Dire Tune                    | Etiópia              | DSQ             |       |
| 99 !              | Lucia Kimani                 | Bósnia e Herzegovina | DNF             |       |
| 99 !              | Alessandra Aguilar           | Espanha              | DNF             |       |
| 99 !              | Aselefech Mergia             | Etiópia              | DNF             |       |
| 99 !              | Jemena Misayauri             | Peru                 | DNF             |       |
| 99 !              | Epiphanie Nyirabarame        | Ruanda               | DNF             |       |
| 99 !              | Yuliya Ruban                 | Ucrânia              | DNF             |       |
| 99 !              | Kateryna Stetsenko           | Ucrânia              | DNF             |       |
| 99 !              | Tanith Maxwell               | África do Sul        | DNS             |       |

### Tempo intermediário
| Distancia | Atleta                    | Nacionalidade | Tempo         |
| --------- | ------------------------- | ------------- | ------------- |
| 5 km      | Bezunesh Bekele           | Etiópia       | 18 min 34     |
| 10 km     | Bezunesh Bekele           | Etiópia       | 36 min 26     |
| 20 km     | Priscah Jeptoo            | Quênia        | 1 h 12 min 39 |
| 40 km     | Edna Ngeringwony Kiplagat | Quênia        | 2 h 21 min 30 |

Legenda
| Recorde mundial       | Recorde mundial (World record)               |                       | Recorde africano                      | Recorde africano (African) |                                           | Q | Classificado por posição (Qualified) |
| Recorde do campeonato | Recorde do campeonato (Championship record)  | Recorde da América    | Recorde da América (Americas)         | q                          | Classificado por melhor tempo (Qualified) |   |                                      |
| Melhor marca do ano   | Melhor marca do ano (World leading)          | Recorde asiático      | Recorde asiático (Asian)              | DNS                        | Não largou (Did not start)                |   |                                      |
| Recorde nacional      | Recorde nacional (National record)           | Recorde europeu       | Recorde europeu (European)            | DNF                        | Não terminou (Did not finish)             |   |                                      |
| Recorde pessoal       | Recorde pessoal do atleta (Personal best)    | Recorde da Oceania    | Recorde da Oceania (Oceania)          | DSQ / DQ                   | Desclassificado (Disqualified)            |   |                                      |
| Recorde da temporada  | Recorde da temporada do atleta (Season best) | Recorde sul-americano | Recorde sul-americano (South America) | NM                         | Sem marca (No mark)                       |   |                                      |